# Oscar Cortínez
Herman Oscar Cortinez (nacido el 4 de agosto de 1973 en Morón, Provincia de Buenos Aires) es un atleta argentino especialista en maratón, ocho veces campeón argentino en dicha especialidad (1999, 2005, 2006, 2007, 2008, 2009, 2010 y 2011) y ganador en dos oportunidades del Maratón de Buenos Aires (2003 y 2004). En 2002 se consagró Campeón Sudamericano de Media Maratón. Posee los récords argentinos (categoría juveniles) en las distancias de 3.000 metros, 5.000 metros, 10.000 metros, y posta 4x1.500 metros. Actualmente ostenta el récord sudamericano (categoría juveniles) en la distancia de 3.000 metros. En los Juegos Olímpicos de Sídney 2000 representó a la argentina en la prueba de 42 kilómetros.
Ganó una medalla de oro en el Campeonato Sudamericano de Cross Country en el año 2001, y numerosas medallas en carreras de 42k, 21k, 10k y 8k.
En el año 2012 anunció su retiro semi-permanente de la alta competencia por problemas articulares.
Actualmente se desempeña al frente del grupo de entrenamiento "Indio Cortinez Running Team", preparando y aconsejando a atletas profesionales y amateurs.

## Sus inicios
Consultado por la prensa sobre el origen de su apodo (Indio), Oscar reveló que "el apodo es una sumatoria de cosas, entre lo quilombero que era en el colegio, y que cuando iba a educación física tenía unas zapatillas que eran "agujeros con cordones", entonces para que no se me terminen de romper jugaba en patas al fútbol, de ahí que me comenzaron a decir que era un Indio corriendo en la cancha de tierra y piedritas...Luego de una competencia en la que gané un periodista me pregunto "¿Cómo te dicen?" Y les dije: me encantaría que me digan Indio ya que las vueltas de la vida, hoy con sacrificio conseguí que no me falten zapatillas, pero orgullosamente me identifico como ese Indio corriendo en patas en el campo de deportes".
Se inició en el running en el año 1983. Su debut no podía ser más auspicioso: el 1° de abril de ese año, en Boulogne, corrió en la categoría infantiles sobre 1000 metros y ganó. Oscar siempre recuerda que ese día llevó a su casa un trofeo más grande que el de su padre, también atleta, que había salido 2º en la categoría 45 a 49 años.
En 1989 se federó para la Asociación Atlética Argentinos Juniors, con su padre como entrenador, saliendo Campeón Argentino en 3000 metros y subcampeón en 1500 y cross country.
Hacia mediados de 1991 comenzó e entrenar con "Los Ñandues". Como lo definió Oscar "estar con los Ñandues era un sueño, era como para un basquetbolista estar en la NBA". En ese momento entrenaba junto a grandes atletas como Antonio Silio, Marcelo Cascabello, Griselda González, Toribio Gutiérrez, Marcelo Medina, Oscar Amaya y Néstor Cevasco.
Su primer maratón (42 km) lo corrió el 3 de octubre de 1999. Fue un debut magnífico, en la Ciudad de Buenos Aires, llegando en segunda ubicación con un tiempo de 2 h 15 min 58 s
Desde entonces ha estado en los podios y primeros puestos de casi todas las competencias en las que ha participado.

## Principales triunfos atléticos
| Año  | Campeonato                                         | Lugar                                    | Resultado | Distancia | Marca                                                           |
| ---- | -------------------------------------------------- | ---------------------------------------- | --------- | --------- | --------------------------------------------------------------- |
| 1991 | Campeonato Sudamericano Juvenil de Atletismo       | Manaus, Brasil                           | 3º        | 1.500m    | 00:04:00.7                                                      |
| 1991 | Campeonato Sudamericano Juvenil de Atletismo       | Manaus, Brasil                           | 3º        | 5000 m    | 00:15:32.9                                                      |
| 1992 | Campeonato Mundial Juvenil de Atletismo de la IAAF | Seúl, Corea del Sur                      | 5º        | 10.000m   | 29:31:80 (record argentino, categoría "juvenil")                |
| 1992 | Campeonato de Atletismo                            | Santa Fe, Argentina                      | 1º        | 5000 m    | 14:20:05 (record argentino, categoría "juvenil")                |
| 1992 | Campeonato de Atletismo                            | Buenos Aires, Argentina                  | 1º        | 3000 m    | 08:12:38 (record argentino y sudamericano, categoría "juvenil") |
| 1999 | Media Maratón de Osaka                             | Osaka, Japón                             |           | 21k       | 1:04:58 (PB)                                                    |
| 1999 | Campeonato Argentino de Maratón                    | Buenos Aires, Argentina                  | 1º        | 42k       | 2:15:59                                                         |
| 1999 | Maratón de Buenos Aires                            | Buenos Aires, Argentina                  | 2º        | 42k       | 2:15:59                                                         |
| 2000 | Maratón de Santa Rosa                              | Santa Rosa, La Pampa                     | 1º        | 42k       | 2:13:42 (PB)                                                    |
| 2000 | Juegos Olímpicos                                   | Sídney, Australia                        | 58.º      | 42k       | 2:25:01                                                         |
| 2001 | Maratón de Buenos Aires                            | Buenos Aires, Argentina                  | 3º        | 42k       | 2:25:38                                                         |
| 2002 | Media Maratón de Guadalajara                       | Guadalajara (España), España             | 1º        | 21k       | 01:06:08                                                        |
| 2002 | Campeonato Sudamericano de Media Maratón           | Buenos Aires, Argentina                  | 1º        | 21k       | 01:05:40                                                        |
| 2003 | Maratón de Buenos Aires                            | Buenos Aires, Argentina                  | 1º        | 42k       | 2:17:50                                                         |
| 2004 | Maratón de Buenos Aires                            | Buenos Aires, Argentina                  | 1º        | 42k       | 2:21:22                                                         |
| 2005 | Campeonato Argentino de Maratón                    | Santa Rosa, La Pampa, Argentina          | 1º        | 42k       | 2:19:56                                                         |
| 2005 | Media Maratón de Buenos Aires                      | Buenos Aires, Argentina                  | 1º        | 21k       | 1:05:30                                                         |
| 2005 | Maratón de Buenos Aires                            | Buenos Aires, Argentina                  | 2º        | 42k       | 2:16:54                                                         |
| 2006 | Campeonato Argentino de Maratón                    | Rosario, Santa Fe, Argentina             | 1º        | 42k       | 2:22:08                                                         |
| 2006 | Maratón de Buenos Aires                            | Buenos Aires, Argentina                  | 2º        | 42k       | 2:20:21                                                         |
| 2007 | Campeonato Argentino de Maratón                    | Santa Rosa, La Pampa, Argentina          | 1º        | 42k       | 2:19:40                                                         |
| 2007 | Maratón de Buenos Aires                            | Buenos Aires, Argentina                  | 2º        | 42k       | 2:18:30                                                         |
| 2008 | Campeonato Argentino de Maratón                    | Santa Rosa, La Pampa, Argentina          | 1º        | 42k       | 2:19:35                                                         |
| 2009 | Campeonato Argentino de Maratón                    | Santa Rosa, La Pampa, Argentina          | 1º        | 42k       | 2:20:48                                                         |
| 2009 | Media Maratón de Mendoza                           | Mendoza, Provincia de Mendoza, Argentina | 2º        | 21k       | 1:09:52                                                         |
| 2010 | Campeonato Argentino de Media Maratón              | Rosario, Santa Fe, Argentina             | 2º        | 21k       | 1:07:17                                                         |
| 2010 | Campeonato Argentino de Maratón                    | Rosario, Santa Fe, Argentina             | 1º        | 42k       | 2:19:43                                                         |
| 2010 | Medio Maratón de la Ciudad de Buenos Aires         | Buenos Aires, Argentina                  | 4º        | 21k       | 1:05:54                                                         |
| 2011 | Campeonato Argentino de Maratón                    | Santa Rosa, La Pampa, Argentina          | 1º        | 42k       | 2:23:51                                                         |

## Mejores Marcas
| Año        | Distancia     | Marca       | Lugar                   |
| ---------- | ------------- | ----------- | ----------------------- |
| 04/12/2001 | 3.000 metros  | 08:12m00    | Santa Fe, Argentina     |
| 28/03/1999 | 5.000 metros  | 14:18m07    | Buenos Aires, Argentina |
| 18/09/1992 | 10.000 metros | 29:31m80    | Seúl, Corea del Sur     |
| 28/02/1999 | Medio Maratón | 01:04:58,00 | Osaka, Japón            |
| 23/04/2000 | Maratón       | 02:13:42,00 | Santa Rosa, Argentina   |